# 伍爾帕克島
伍爾帕克島（英語：Woolpack Island），是南極洲的島嶼，處於維厄格島東北面7公里的格朗迪迪埃海峽西部，屬於比斯科群島的一部分，長2.8公里，由英國探險隊發現和命名，現時由南極條約體系管理。